# Il ragazzo soldato
Il ragazzo soldato (in originale Boy Soldier; titolo USA Traitor) è un romanzo del 2005 scritto a quattro mani dello scrittore Andy McNab e Robert Rigby, primo episodio della serie Boy Soldier.
Il romanzo è stato tradotto in svedese, francese, norvegese, tedesco, danese e italiano.

## Trama
Danny Watts, diciassettenne orfano e residente in una casa alloggio decide di dare una svolta alla propria vita arruolandosi nell'esercito, superata brillantemente la selezione, viene invitato nella stanza del colonnello dove ad aspettarlo però c'è un uomo dell'MI6 che comincia a fargli delle domande su suo nonno, Fergus Watts, ex membro dello Special Air Service accusato di essere passato dalla parte dei narcotrafficanti durante una missione in Colombia e del quale si sono perse le tracce dopo la sua evasione dal carcere.
Danny non ha notizie del nonno da quando era piccolo e non ha risposte da dare, alla fine dell'interrogatorio capisce che la sua carriera nell'esercito di sua maestà è stata stroncata sul nascere, pieno di risentimento chiede aiuto alla sua amica Elena, coinquilina ed esperta di computer e tecnologia per ritrovare il nonno e scaricare su di lui la sua rabbia.
Attraverso ricerche sul web, il ragazzo rintraccia un vecchio commilitone del nonno e dopo averlo incontrato riesce a sottrargli un numero di telefono presumibilmente riconducibile a lui e che l'uomo aveva precedentemente chiamato, attraverso il PC, Elena rintraccia il luogo della chiamata e Danny si mette in cerca di Fergus senza accorgersi che l'MI6 lo sta pedinando.
L'uomo che gestisce un chiosco mobile per la ristorazione e che ora si fa chiamare Frankie Wilson, viene trovato dal nipote e capisce subito che i due sono in pericolo.

Tecniche di evasione e trucchi imparati nell'intelligence vengono subito messi in atto per sfuggire agli agenti del servizio segreto, ma ormai l'MI6 gli sta addosso, questo porterà nonno e nipote a vivere per giorni nascosti tra appostamenti e ricerche che faranno venire a galla una verità conosciuta solo da poche persone che se divulgata riabiliterebbe il nome di Fergus.
Questa avventura riavvicinerà i due e farà emergere nel ragazzo delle capacità e un carattere che lui stesso credeva di non avere.

## Edizioni in italiano
- Il ragazzo soldato: romanzo,  Andy McNab e Robert Rigby; traduzione di Stefano Tettamanti e Isabella Ragazzi, Milano: Longanesi, 2008
- Il ragazzo soldato: romanzo,  Andy McNab e Robert Rigby; traduzione di Stefano Tettamanti e Isabella Ragazzi, Milano: TEA, 2009